# Уибарешти (Хунедоара)
Уибарешти (рум. Uibărești) насеље је у Румунији у округу Хунедоара у општини Рибица. Oпштина се налази на надморској висини од 334 m.

## Становништво
Према подацима из 2002. године у насељу је живело 89 становника, од којих су сви румунске националности.